# Gornji Grad
Gornji Grad (in tedesco Oberburg) è un comune di 2 595 abitanti della Slovenia centrale. È uno storico centro situato lungo la valle del fiume Dreta, sviluppatosi intorno ad un monastero benedettino fondato nel 1140 dal patriarca di Aquileia Pellegrino I, e che fu l'unico monastero benedettino nell'attuale territorio sloveno.

## Geografia antropica

### Insediamenti
Il comune è diviso in 5 insediamenti (naselja):
- Bočna
- Dol
- Florjan pri Gornjem Gradu
- Lenart pri Gornjem Gradu
- Nova Štifta